# Bad Reiboldsgrün
Bad Reiboldsgrün ist seit 1994 ein Ortsteil der Stadt Auerbach/Vogtl. im sächsischen Vogtlandkreis. Vorher gehörte die Gebäudegruppe zur Gemeinde Schnarrtanne. Die Heilstätten in Bad Reiboldsgrün und die in den östlich davon ebenfalls mitten in den erzgebirgisch-vogtländischen Wäldern gelegenen Siedlungen Albertsberg und Carolagrün bildeten bis in die 1960er Jahre ein wichtiges Zentrum für die Heilung lungenkranker, insbesondere tuberkulosekranker Menschen in Sachsen. Der Ort gehört zu den Auerbacher kleinen Waldorten.

## Geografische Lage

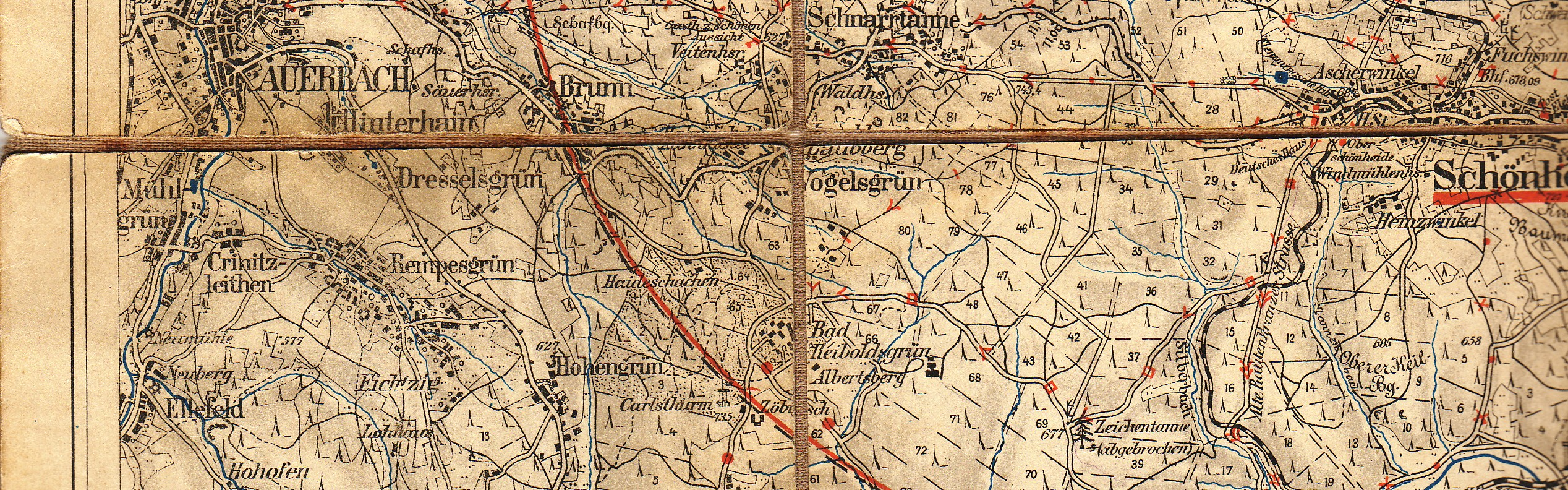
Zwischen Auerbach und Schönheide lagen die Lungenheilstätten Reiboldsgrün, Albertsberg und Carolagrün

Reiboldsgrün (680 Meter) liegt geografisch im Westerzgebirge, politisch jedoch bereits im Vogtland, denn unweit des Ortes verlief die Grenze zwischen dem Erzgebirgischen und dem Vogtländischen Kreis des Kurfürstentums Sachsen. Heute beginnt gleich östlich von Bad Reiboldsgrün der Erzgebirgskreis.

## Geschichte

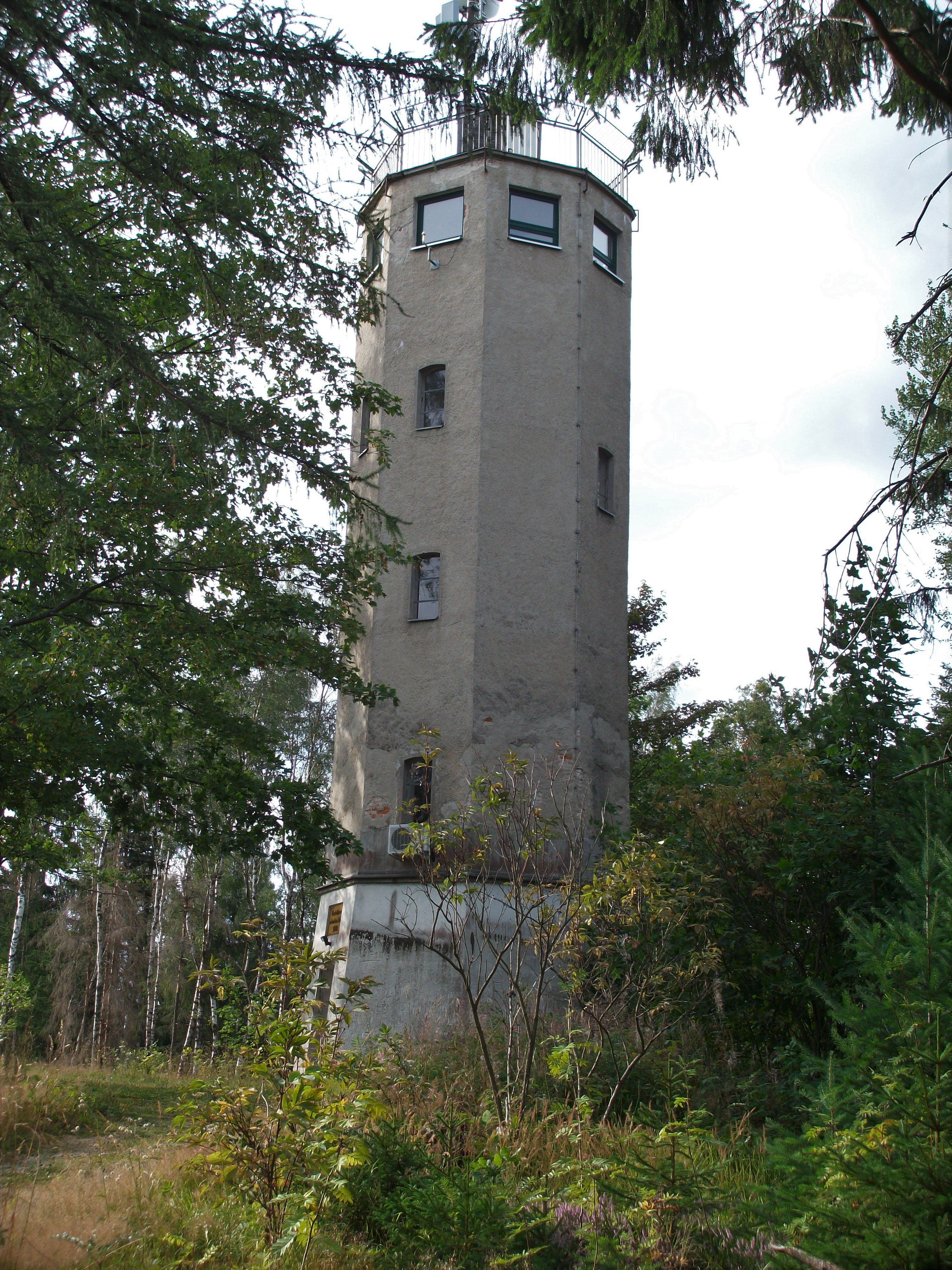
Carlsturm Bad Reiboldsgrün

Der Ort hat seinen Namen nach dem Oberforstmeister Hans von Reibold auf Rößnitz, der um 1705 ein unbebautes Waldlehen kaufte, um dort ein Forsthaus zu bauen. Nach der Entdeckung einer Mineralquelle 1725 beim Ziehen eines Entwässerungsgrabens durch den Forstschreiber Friedrich Georg Schulze entstand ein „bescheidener Badebetrieb“, der schon etwa 1825 zum Erliegen kam.
Johann Christian August Clarus und Justus Wilhelm Martin Radius schreiben in ihrem Werk Beiträge zur practischen Heilkunde im Jahr 1836, die Quelle wurde
vielfach innerlich und äusserlich gebraucht, besonders als stärkendes Bad gegen Gicht und rheumatische Beschwerden. Das früher gebaute Badehaus ist gänzlich verfallen und der Brunnen schlecht gefasst, dass wilde Wasser frei zudringen können. Gegenwärtig wird in dem unter das Amt Voigtsberg gehörenden Waldgut Reiboldsgrün gebadet und das Badewasser dorthin getragen; eigentliche Curgäste sind aber nicht daselbst dauernd anwesend. Das Wasser schmeckt tintenhaft, schwach salzig, ist arm an Kohlensäure und wird namentlich als stärkendes Bad benutzt. Die Gegend ist nicht übel, aber die Aussicht durch Waldungen sehr beschränkt.
Ab 1873 wurde auf dem Gelände eine Lungenheilstätte geschaffen, für die zahlreiche Bauten errichtet wurden, wie für Behandlung, Verpflegung und Unterbringung der Patienten, Wäscherei, Energieerzeugung und Ärztewohnhaus. Sogar Geflügel, Schweine und Milchvieh wurden gehalten. Von 1918 an betrieb der Sächsische Heilstättenverein die etwa 66 Hektar große Anlage. Die Ortsbezeichnung „Bad Reiboldsgrün“ wurde ausweislich der Poststempel erst nach dem Ersten Weltkrieg verliehen. Während des Zweiten Weltkrieges überwog die Nutzung als Lazarett. Nachdem die Zahl der Tuberkulosekranken gesunken war, wurden die Räumlichkeiten von 1966 an als Fachkrankenhaus für Kinder- und Jugendneuropsychiatrie genutzt und hierfür umgebaut sowie erweitert. Nach der Wiedervereinigung gehörte die Kinder- und Jugendpsychiatrie zum Sächsischen Krankenhaus Rodewisch. Nach dessen Auszug nach dem Ende der 1990er Jahre stehen die meisten Kurhäuser leer, und ihnen droht der Verfall.
1925 bekannten sich 213 Einwohner zum evangelisch-lutherischen Glaube und 7 zum römisch-katholischen Glaube. 10 waren andersgläubig.

## Mineralquelle
Das Wasser der Mineralquelle wurde etwa 1890 in einem Brunnenhaus neu gefasst und erneut „Christiane-Eberhardinen-Brunnen“ genannt. Christiane Eberhardine war Ehefrau des sächsischen Kurfürsten Friedrich August, der auch König von Polen war und dort als August II. bezeichnet wurde (sog. August der Starke). Diese Bezeichnung für die Quelle wurde schon zu Beginn des 18. Jahrhunderts verwendet. Das Wasser der Quelle ist nach im Jahr 1972 erfolgten Feststellungen des balneologischen Forschungsinstituts in Bad Elster radioaktiv und eisenhaltig. Es hat diese Bestandteile (in Milligramm pro Liter): Natriumion 7,4, Kaliumion 1,67, Calciumion 8,01, Magnesiumion 0,0, Eisen(II)ion 28,6, Kationen 45,68, Chloridion 21,32, Sulfation 45,26 und Hydrogencarbonation 85,43. In den 2000er Jahren gibt es Bemühungen, Quellhaus und -fassung zu restaurieren. Sie sind nach jahrelanger Nichtbenutzung und unterlassener baulicher Unterhaltung in schlechtem Zustand und drohen angesichts der erzgebirgisch-vogtländischen Winter einzustürzen und zu verfallen.

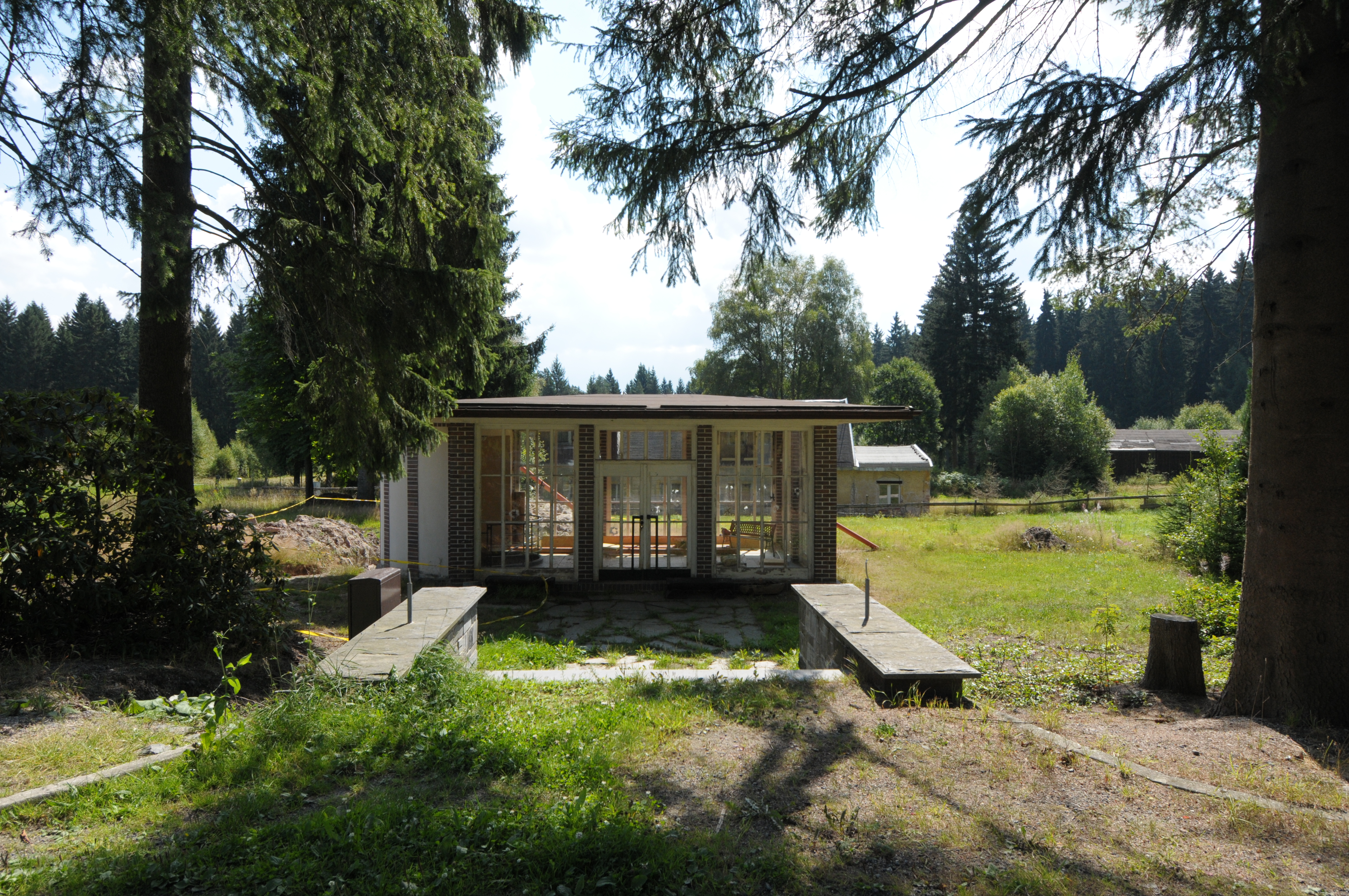
Das Quellhaus heute (2013)
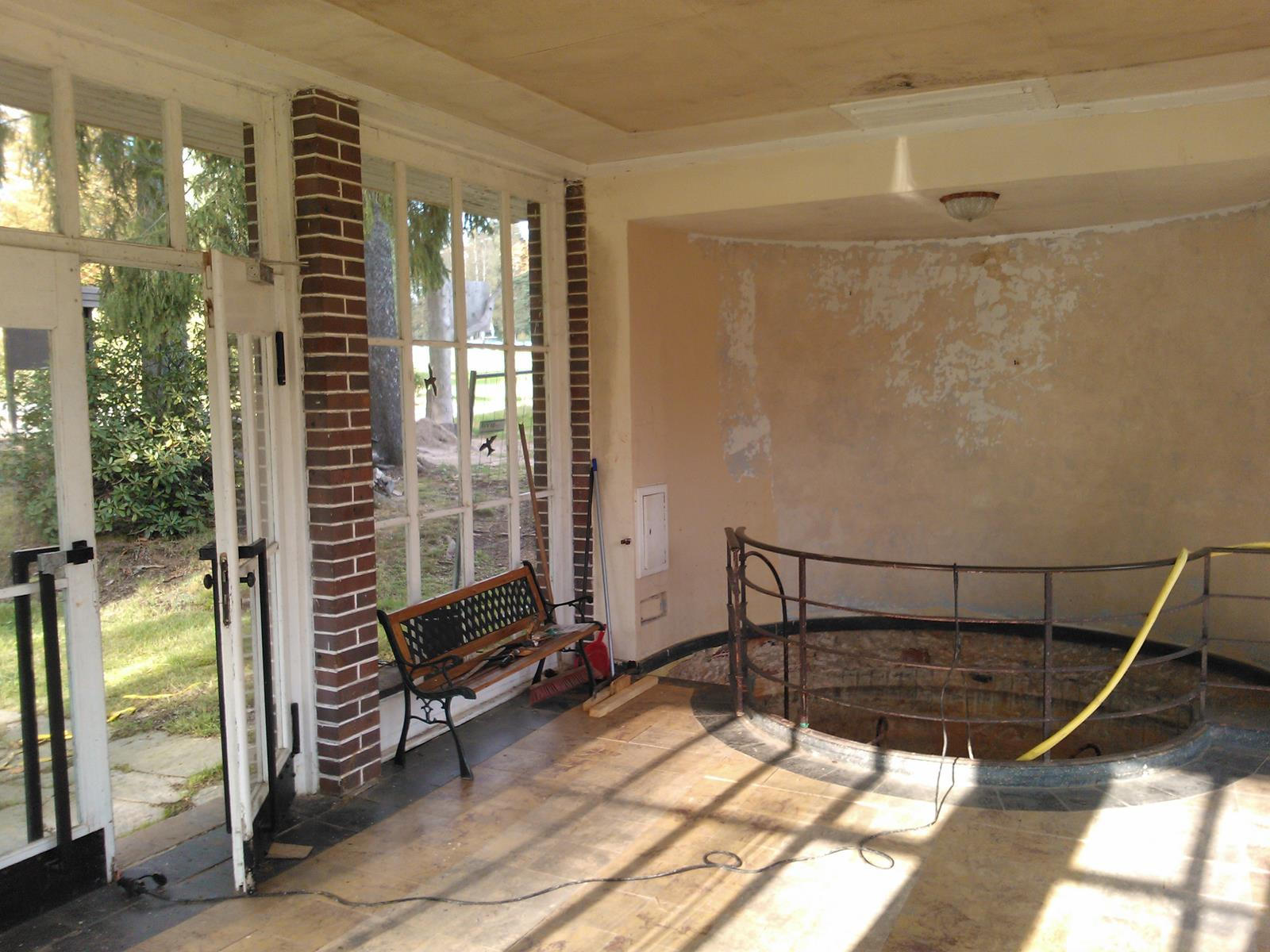
Inneres des Quellhauses
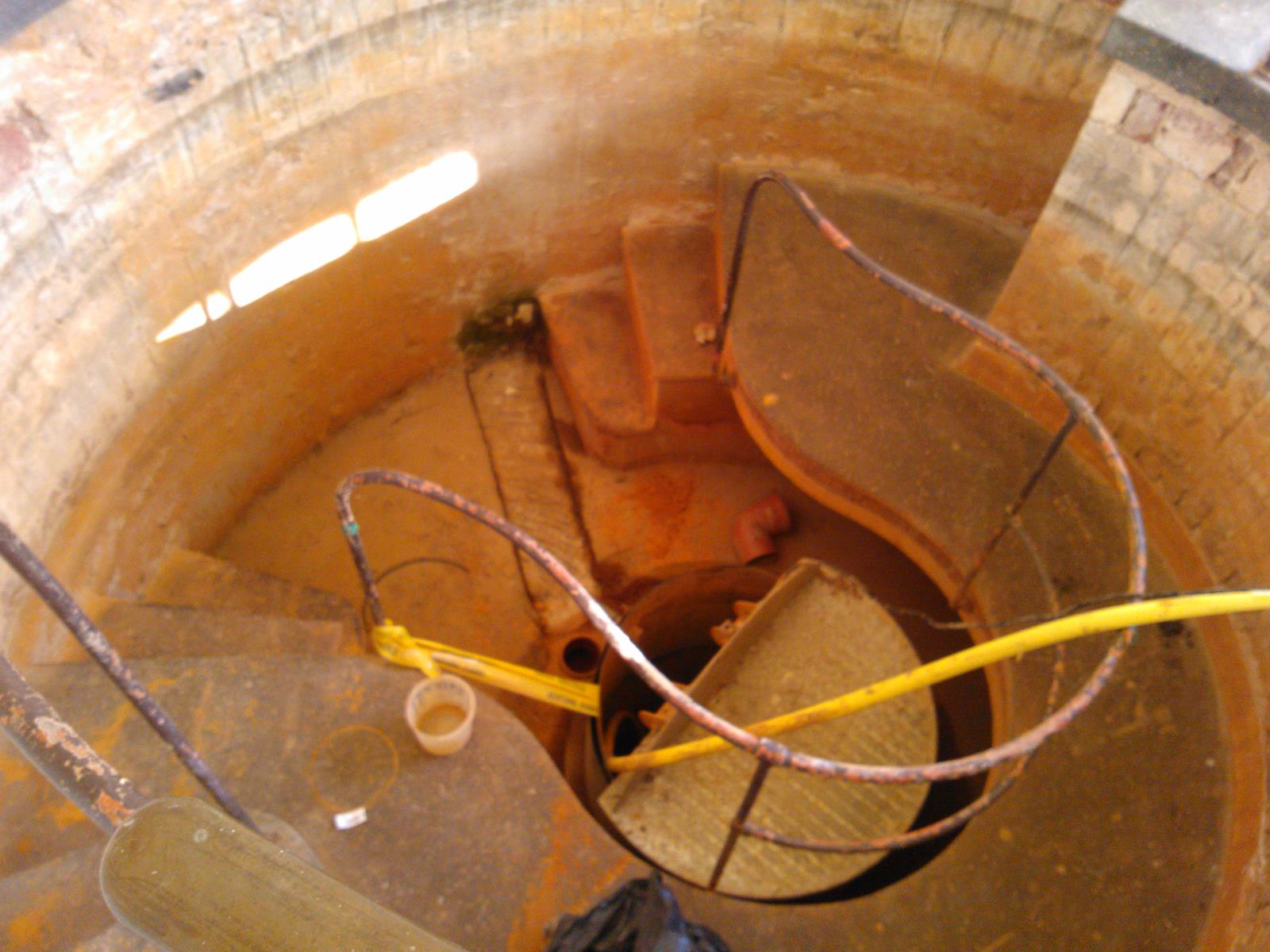
Zugang zur Quellfassung
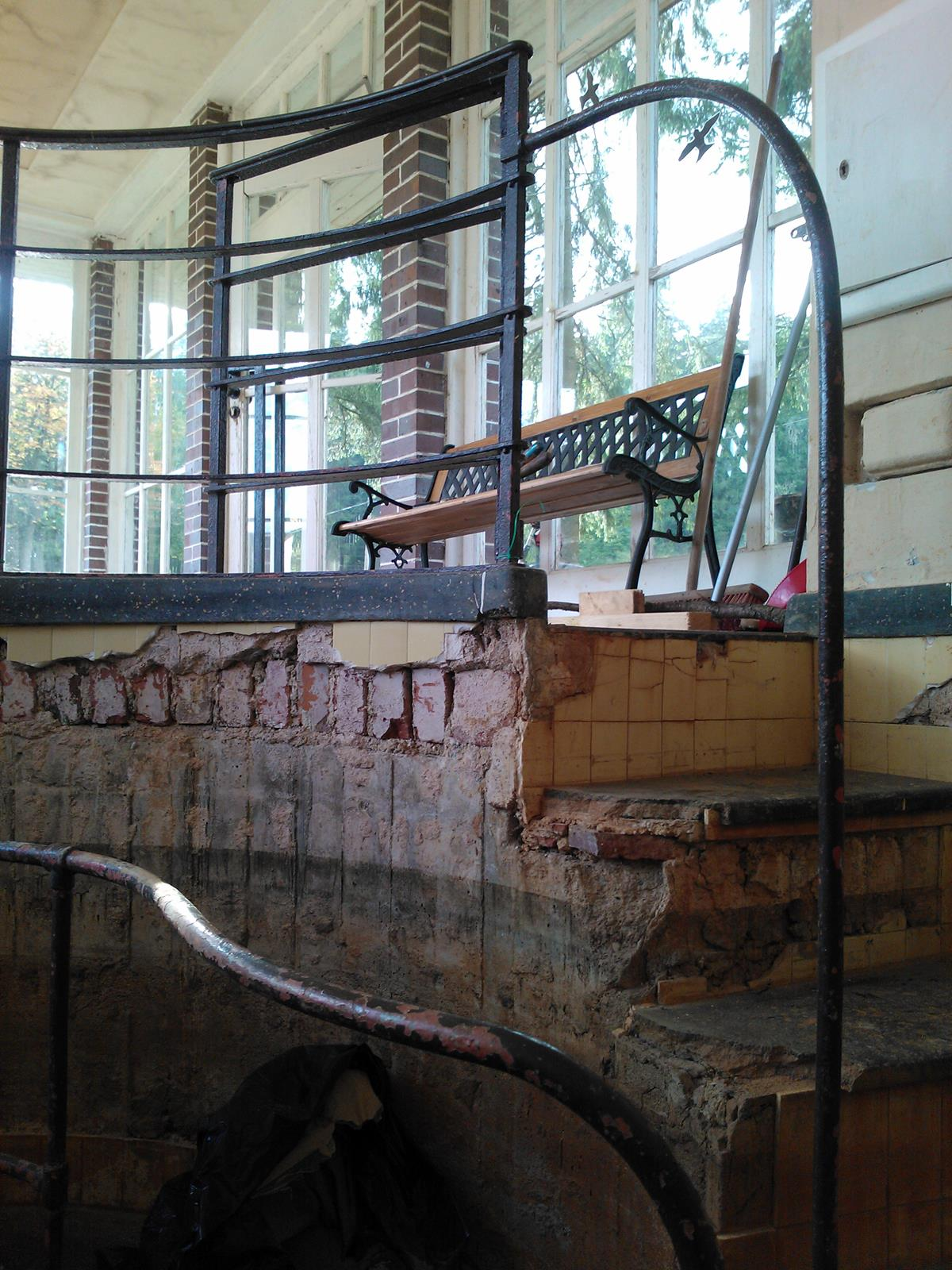
Treppe im Inneren
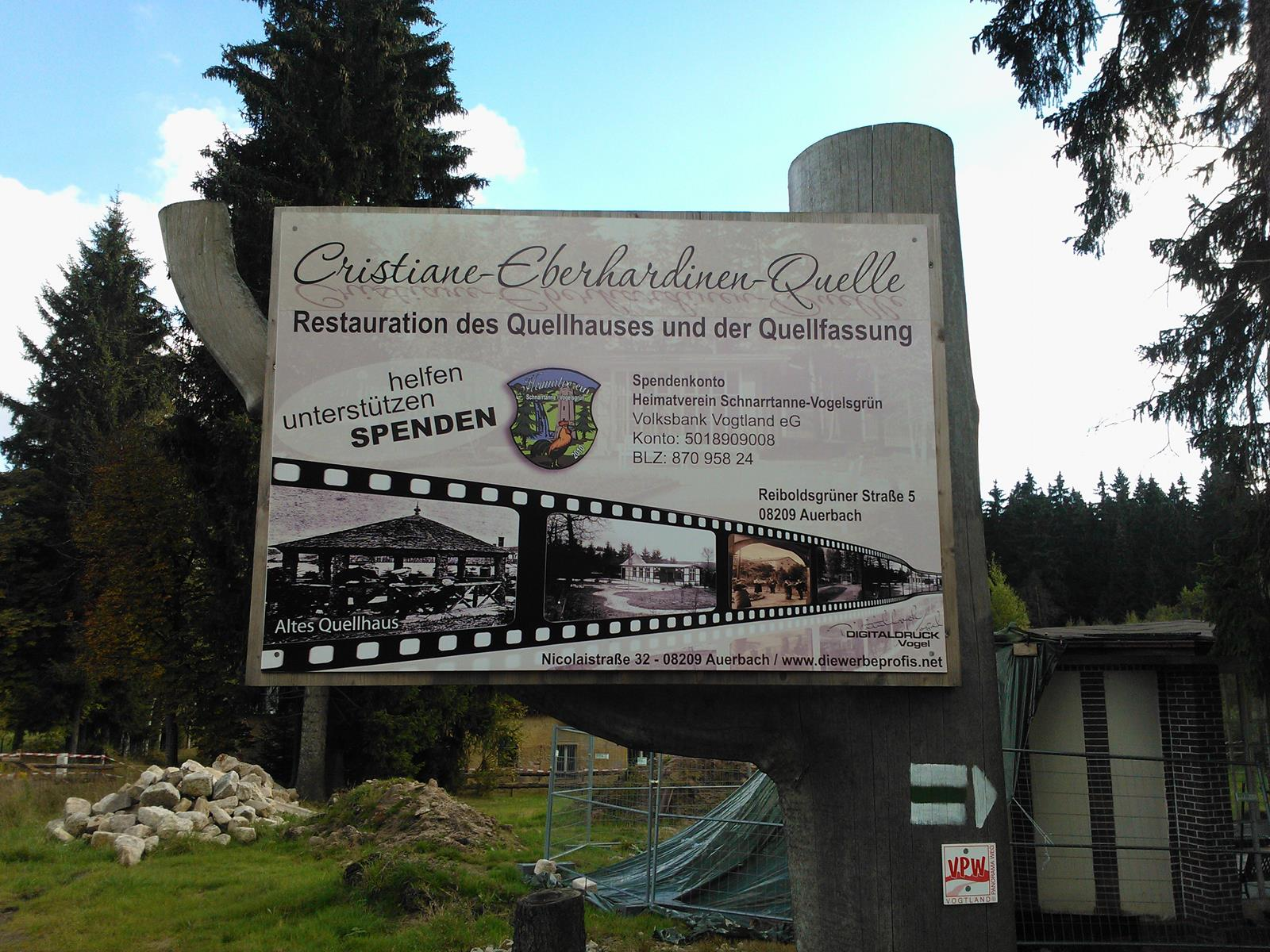
Informationstafel

## Carlsturm
Unweit von Bad Reiboldsgrün liegt der Carlsturm, der in Landkarten auch als Karlsturm bezeichnet wird. 1880 stiftete der Reiboldsgrüner Arzt Carl Driver diesen Turm und benannte ihn nach seinem Vornamen. Er wurde 1880 auf dem südwestlich gelegenen 734 Meter hohen Berg „Goldene Höhe“ gebaut, ist 22 Meter hoch und aus Granit und Ziegeln gemauert. Die überdachte und verglaste Aussichtsplattform ist über 95 Stufen zu erreichen. Die früher sehr gute Fernsicht vom Turm ist auf Grund der zu Beginn des 21. Jahrhunderts hoch gewachsenen umstehenden Bäume eingeschränkt, aber noch lohnend. Informationstafeln und Richtungsangaben im Turm erläutern die Umgebung.

## Öffentlicher Nahverkehr
Der Ort ist mit der vertakteten RufBus-Linie 68 des Verkehrsverbunds Vogtland an Auerbach und Schnarrtanne angebunden.